# Upplands runinskrifter 1172
Upplands runinskrifter 1172 är en vikingatida runsten av grovkornig granit i Holm, Sveden, Vittinge socken och Heby kommun. Överst på ristningen finns en trikvetra. Runstenen är 1,68 meter hög och 1,2 meter bred (vid basen).

## Inskriften
Translitterering av runraden:
biarn + auk + þair + biruþr + rastu + stain × þina × aftir + sihbiarn i humi
Normalisering till runsvenska:
Biorn ok þæiʀ brøðr ræistu stæin þenna æftiʀ Sigbiorn i Holmi.
Översättning till nusvenska:
Björn och hans bröder reste denna sten efter Sigbjörn i Holm.